# Crocidura attenuata
Crocidura attenuata là một loài động vật có vú trong họ Chuột chù, bộ Soricomorpha. Loài này được Milne-Edwards mô tả năm 1872.

## Hình ảnh

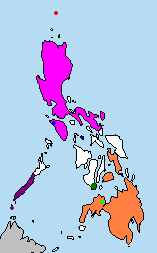